# Karl XIV Johans statsråd (till 1840)

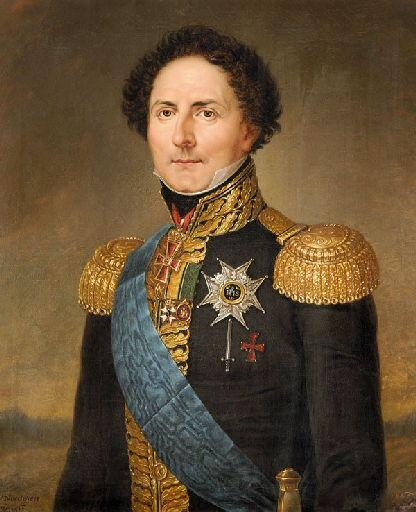
Karl XIV Johan

Karl XIV Johans statsråd var Sveriges regering under första delen av Karl XIV Johans regeringstid, från 5 februari 1818, till antagandet av Departementalreformen 16 maj 1840.
Kungen var regeringschef, och i enlighet med 1809 års regeringsform bestod statsrådet av nio, av kungen utsedda, ledamöter: en justitiestatsminister, en utrikesstatsminister, sex statsråd (motsvarande senare års konsultativa statsråd), samt hovkanslern. Dessutom skulle de fyra statssekreterarna delta och föra sina egna ärenden - dock saknade dessa beslutanderätt.
Justitiestatsminister
- Fredrik Gyllenborg (1810-1829)
- Mathias Rosenblad (1829-1840)
- Arvid Mauritz Posse (1840-1840)

Utrikesstatsminister
- Lars von Engeström (1809-1824)
- Gustaf af Wetterstedt (1824-1837)
- Gustaf Algernon Stierneld (1838-1842)

Statsråd
- Adolf Göran Mörner (1815-1838)
- David von Schulzenheim (1838-1840)

- Anders Fredrik Skjöldebrand (1815-1828)
- Pehr Gustaf af Ugglas (1828-1831)
- Gabriel Poppius (1833-1836)
- Carl Gustaf Hård (1836-1840)

- Carl Lagerbring (1812-1822)
- Carl Axel Löwenhielm (1822-1839)
- Johan Lagerbielke (1839-1840)

- Claes Adolph Fleming (1810-1824)
- Gustaf Fredrik Wirsén (1824-1827)
- Carl Johan af Nordin (1828-1831)
- Gustaf Lagerbielke (1831-1837)
- Carl Henrik Gyllenhaal (1837-1840)

- Olof Rudolf Cederström (1815-1828)
- Hans Niclas Schwan (1828-1829)
- Erik Reinhold Adelswärd (1829-1840)
- Olof Immanuel Fåhraeus (1840)

- Mathias Rosenblad (1809-1829)
- Gustaf Fredrik Åkerhielm (1831-1840)

Hovkansler
- Gustaf af Wetterstedt (1809-1824)
- David von Schulzenheim (1825-1838)
- August von Hartmansdorff (1838)
- Albrecht Elof Ihre (1838-1840)

Statssekreterare
För Ecklesiastikexpeditionen
- Nils von Rosenstein (1809-1822)
- Anders Carlsson af Kullberg (1822-1831)
- August von Hartmansdorff (1831-1838)
- Christoffer Isac Heurlin (1838-1840)

För Handels- och finansexpeditionen
- Carl Peter af Klintberg (1817-1821)
- Carl David Skogman (1821-1838)
- Sven Munthe (1838-1840)

För Kammarexpeditionen
- Casper Wilhelm Michael Ehrenborgh (1817-1820)
- Magnus Georg Danckwardt (1820-1838)
- Georg Ulfsparre af Broxvik (1838-1840)

För Krigsexpeditionen
- Gustaf Fredrik Wirsén (1812-1818)
- Bernhard Christofer Quiding (1818-1824)
- Lars Arnell (1824-1825)
- Carl Johan af Nordin (1825-1828)
- Gustaf Peyron (1828)
- Johan Nordenfalk (1828-1831)
- Carl Gabriel Grip (1831-1840)